# Passo Lolo (Oregon)
O Passo Lolo (em inglês:  Lolo Pass) é um passo de montanha na Cordilheira das Cascatas (Cascades), no Oregon. Situa-se a 10 km a noroeste do monte Hood e a 16 km a nordeste de Zigzag, na divisória entre os condados de Clackamas e Hood River. Separa a bacia hidrográfica do rio Sandy a sudoeste, da do rio Hood a nordeste.
É um dos pontos importantes do Pacific Crest Trail, e foi usado como ponto de passagem do Oregon Trail, pois a construção em 1846 da Barlow Road permitiu obter uma rota alternativa em torno do lado sul do monte Hood.